# Schweigeverfahren
Das Schweigeverfahren ermöglicht es der NATO, Entscheidungen ohne vorherige Beschlussfassung im NATO-Rat zu treffen. Stattdessen wird eine Frist gesetzt, bis zu der jedes NATO-Mitglied Einspruch gegen einen Vorschlag einlegen kann. Beim Schweigeverfahren reicht der Widerspruch eines einzigen NATO-Mitglieds, um den Vorgang anzuhalten (Veto-Recht).
Das Schweigeverfahren wurde zum Beispiel im Februar 2003 im Irak-Konflikt eingesetzt, um Militärhilfen für die Türkei einzuleiten. In diesem Fall legten Belgien und Frankreich ihr Veto ein.